# Husförhör

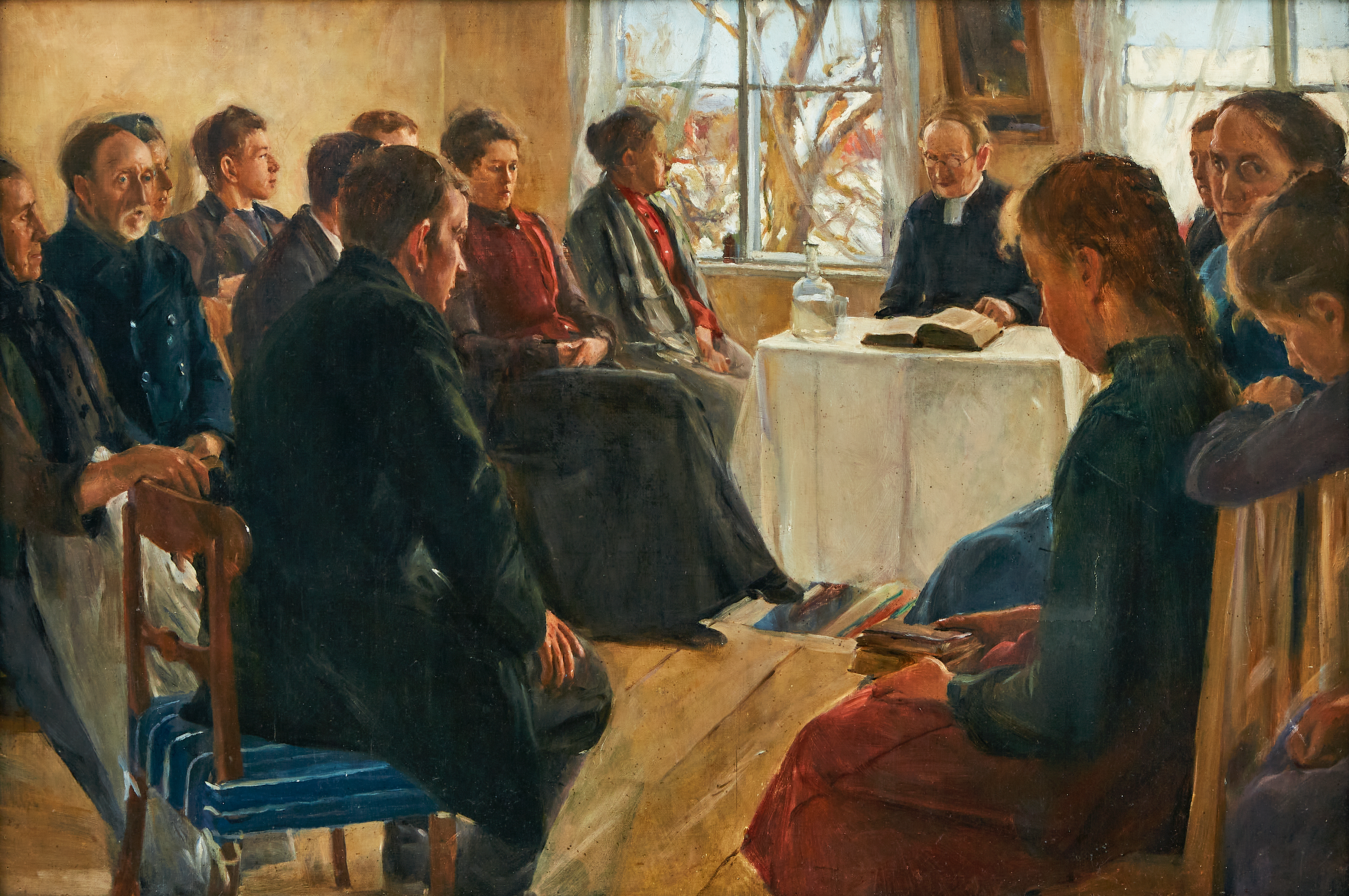
Husförhör, målning av Knut Ander som visar hur kyrkoherden håller det årliga husförhöret i ett hem. Ca 1900.

Husförhör kallades den årliga kontrollen i Svenska kyrkan av församlingsbornas bibelkunskaper, läskunnighet och kunskaper i Martin Luthers lilla katekes. De var också en av statsmakten ålagd socialt motiverad demografisk kontroll på lokalnivån. 
Förhören, där vars och ens kunskaper betygsattes, hölls av  Svenska kyrkans präster från 1686 fram till slutet av 1800-talet. Vid husförhöret kontrollerade också prästen att uppgifterna i församlingsboken stämde.

## Historik
Redan 1596 beslöt Uppsala domkapitel om förhör av allmogen i alla Sveriges socknar. Såväl 1686 års kyrkolag som konventikelplakatet från 1726 ålade prästerna skyldighet att rotevis genomföra förhör varje år. I samband med husförhören brukade man, i synnerhet på landet, där de flesta deltagarna var långväga, tillställa gästabud. Kalasen förbjöds i en förordning 1743, "emedan dessa, mer än nyttigt var, drogo tankarna från husförhörets egentliga ändamål". År 1765 skärptes förordningen ytterligare och de som försummade husförhören straffades med böter. 
År 1888 upphävdes förordningen och då hade verksamheten övertagits av folkskolan som successivt vunnit terräng. Det året togs straffen bort definitivt, varför husförhören även officiellt blev frivilliga. I praktiken hade straffbestämmelserna redan tidigare blivit föråldrade.
Frivilliga husförhör levde sedan kvar i de flesta delarna av Sverige till tiden runt sekelskiftet 1899-1900 och ersattes då av så kallade församlingsaftnar med föredrag och andra programpunkter. De kom även att kallas läsmöten och är en del av församlingsprästens undervisande och kontaktskapande verksamhet. Fortfarande i dag (2000-talet) förekommer frivilliga "husförhör" under mer gemytliga former, men nu med mer fokus på umgänget än på förhöret.
Husförhörslängderna är ett mycket användbart hjälpmedel i släktforskning då det här framkommer vilka personer som bodde i samma hushåll och vart de flyttade.

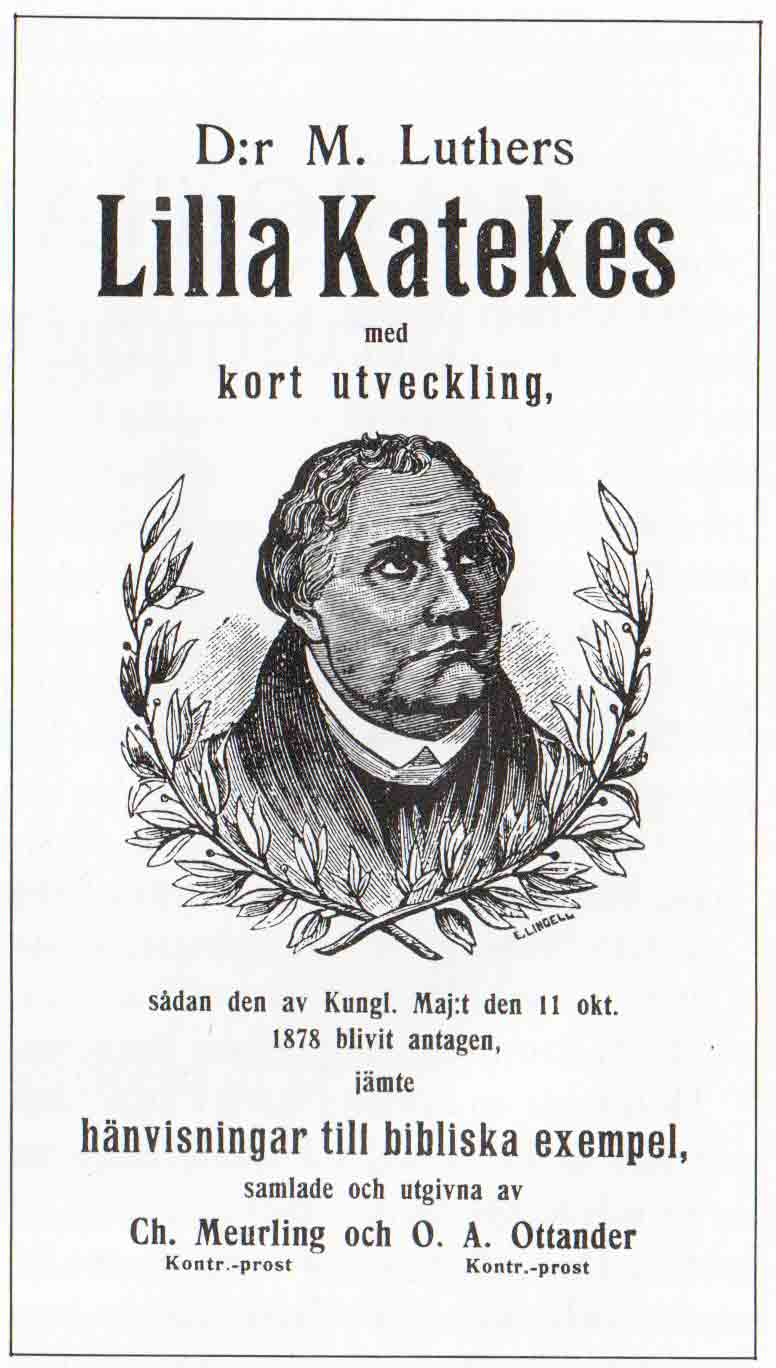
Martin Luthers lilla katekes (1878).

### Finland
Husförhör förekom i Åbo stift från 1694 och i kyrkoförfattningarna från 1726.
I kyrkolagen 1869 och i senare författningar kallades sammankomsterna läsmöten. Läsmötena ersattes av skriftskolan och började försvinna när folkskolorna infördes. Läsmöten var vanliga ännu under mellankrigstiden 1919–1939 men upphörde efter andra världskriget. Det sista reglementet gavs 1933.

## Populärkultur
- Husförhören har bland annat skildrats i Astrid Lindgrens Emilböcker.[5]

### Fotnoter
1. ↑  Malin Olsson (25 februari 2013). ”Prästen under 1800-talet ur ett maktperspektiv”. Halmstads högskola. sid. 20.. Arkiverad från originalet den 8 april 2016. https://web.archive.org/web/20160408175859/http://www.diva-portal.org/smash/get/diva2:703968/FULLTEXT01.pdf. Läst 9 februari 2016.
2. ↑  ”Husförhör, hämtdatum 26 mars 2016”. Arkiverad från originalet den 5 juni 2016. https://web.archive.org/web/20160605011343/http://res.sli.se/33/image/Husf%C3%B6rh%C3%B6ret.pdf. Läst 26 mars 2016.
3. ↑  Exempel på husförhör i Svenska kyrkan i dag Arkiverad 8 april 2016 hämtat från the Wayback Machine.
4. 1 2  ”läsförhör”. Förvaltningshistorisk ordbok. Svenska litteratursällskapet i Finland. 2016
5. ↑  Martina Rapp (25 februari 2008). ”Den där Emil på förskolan”. Göteborgs universitet. sid. 10.. Arkiverad från originalet den 7 april 2016. https://web.archive.org/web/20160407095654/https://gupea.ub.gu.se/bitstream/2077/10657/1/gupea_2077_10657_1.pdf. Läst 9 februari 2016.